# Brug 1002

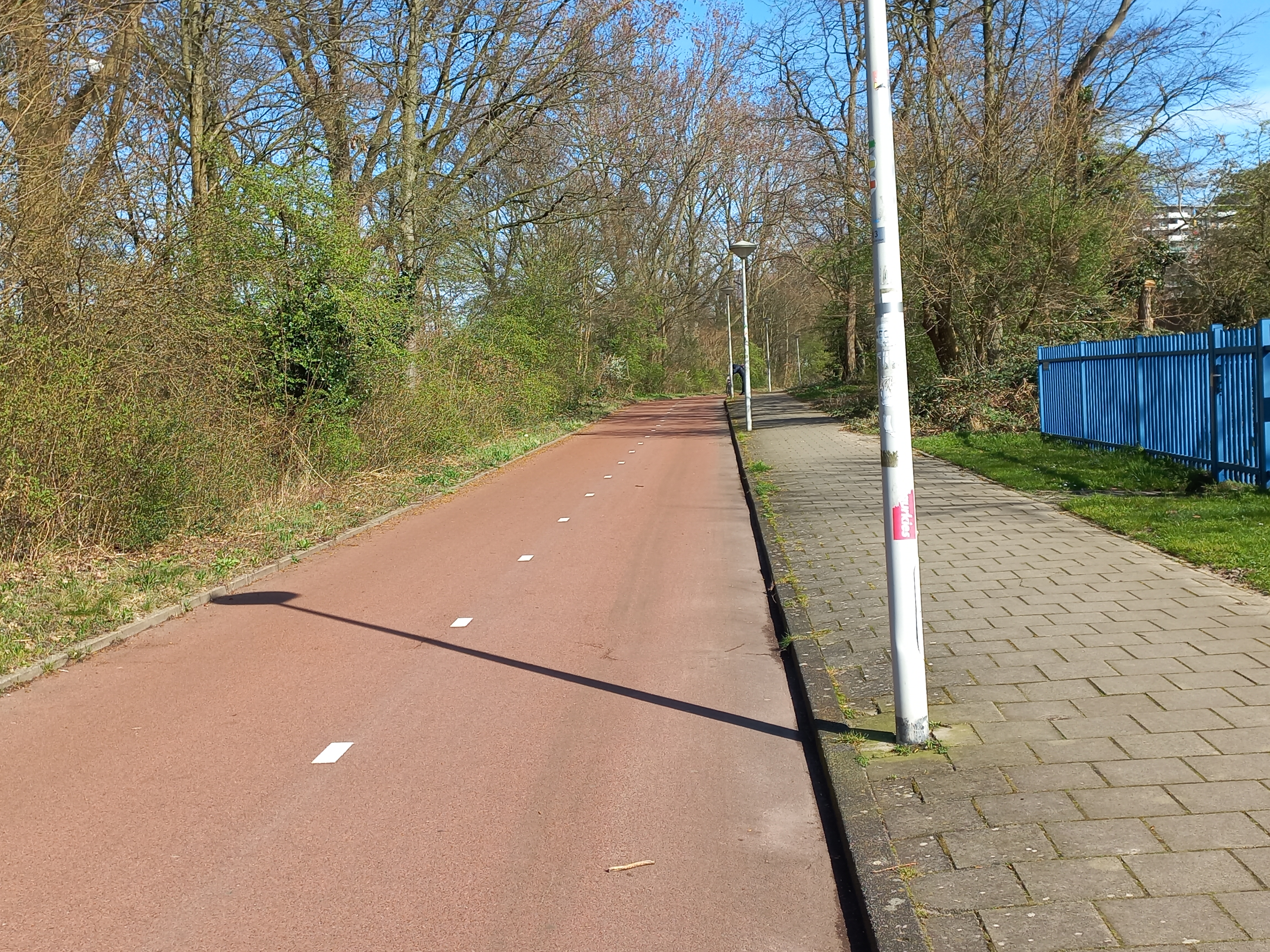
Brug 1002 met rechts afzetting voor de inlaat bij de Texelweg (maart 2024)

Brug 1002 is de aanduiding van een bouwkundige kunstwerk in Amsterdam-Noord. Het brugnummer gaat echter terug tot Amsterdam-Zuidoost.

## Amsterdam-Noord
Bij de verlaging van de Nieuwe Leeuwarderweg in de periode 2007-2012 werd een aantal kunstwerken gesloopt, maar ook gebouwd. Een van de kunstwerken die sneuvelde was Brug 931 ter hoogte van de Waddendijk, waaraan tevens een duiker gekoppeld was. Deze brug met onderdoorgang lag in de verhoogd aangelegde Nieuwe Leeuwarderweg en kon bij de verlaging niet gehandhaafd worden. In plaats daarvan kwam er een nieuwe onderleider ofwel sifonduiker. Alles (verdieping en kunstwerken) werd uitgevoerd in het kader van de aanleg van de Noord/Zuidlijn, het tracé voor Metrolijn 52. De werkzaamheden liepen aanmerkelijk vertraging op waardoor omwonenden overlast ervoeren. De duiker had binnen een half jaar klaar moeten zijn; het werden er twee.  De nauwelijks herkenbare brug ligt sinds 2007 op de scheidslijn Texelweg- Waddendijk enerzijds en Rode Kruisstraat anderzijds. Ze duiker verbindt het water van de ringvaart Buiksloot met dat van het Noordhollandsch Kanaal aan de kant van het Noorderpark; van de gehele duiker is niets te zien. Brug 1000, de eigenlijke vervanger van brug 931 loopt dwars hoog over de duiker heen.
De brug over de sifonduiker kreeg brugnummer 1002. Het is naast Brug 1000 de enige brug in de serie 1000-1099 die in Amsterdam-Noord ligt; alle andere liggen/lager (er is een aantal gesloopt) aan het andere eind van de stad, Amsterdam-Zuidoost.

## Amsterdam Zuidoost
Het brugnummer 1002 is in de jaren zestig wel even gebruikt geweest voor een brug in de nog aan te leggen infrastructuur van de bouwen woon/werkwijk Bijlmermeer. Architect Dirk Sterenberg van de Dienst der Publieke Werken ontwierp voor de hele te bouwen wijk kunstwerken. Hij standaardiseerde ze in lange (met brugpijlers) en korte viaducten (zonder brugpijlers). Nog voordat brug 1002 afgebouwd werd, werd dat nummer ingetrokken, het enige dat nog bekend is dat er in 1966 gevraagd werd voor een Dilatatievoegconstructie voor deze brug. Daarna verdween het brugnummer geheel uit de administratie. Omdat het brugnummer uit die administratie verdween werd het in 2006 opnieuw gebruikt.
<<< · 1000 · 1001 · 1002 · 1003 · 1004 · 1005 · 1006 · 1007 · 1008 · 1009 · 1010 · 1011 · 1012 · 1013 · 1014 · 1018 · 1028 · 1029 · 1030 · 1032 · 1033 · 1034 · 1035 · 1036 · 1037 · 1038 · 1039 · 1040 · 1041 · 1044 · 1045 · 1046 · 1048 · 1049 · 1050 · 1051 · 1062 · 1063 · 1064 · 1065 · 1066 · 1067 · 1076 · 1077 · 1078 · 1083 · 1090 · 1092 · 1093 · 1094 · 1095 · 1096 · 1097 · 1098 · 1099 · >>>
Brugnummers  1015, 1016, 1017, 1019, 1020, 1021, 1022, 1023, 1024, 1025, 1026, 1027, 1031, 1042, 1043, 1047, 1052/1053 (niet gebouwd), 1054, 1055, 1056, 1057, 1058, 1059, 1060, 1061, 1068, 1069-1075, 1079, 1080, 1081, 1082, 1084-1088, 1089 en 1091 (onbekend) zijn niet meer vergeven. De meesten daarvan zijn gesloopt in verband met sanering Zuidoost. Alle bruggen lagen en liggen in Zuidoost behalve bruggen 1000 en 1002.